# Convulsion
 Mise en garde médicale
La convulsion est la contraction (spasme) violente et involontaire d'un ou plusieurs muscles, d'un ou plusieurs membres, voire de tout le corps.

## Classification
Suivant la durée des contractions, il existe les convulsions toniques, dans lesquelles la contraction musculaire est prolongée ; et les convulsions cloniques, dans lesquelles il s'agit de secousses musculaires de brève durée (myoclonies).

## Causes
Les convulsions sont la traduction d'une souffrance des centres nerveux de l'encéphale ou de la moelle épinière.
Elles s'observent notamment dans les circonstances suivantes :
- dans des cas d'épilepsie, d'encéphalopathies toxiques ou métaboliques (par exemple la syncope convulsivante), lors d'une anoxie cérébrale transitoire ;
- lors d'une intoxication au mercure (hydrargisme), à l'argent (argyrisme) ou au plomb (saturnisme)[2], alpha-Chloralose, crimidine, strychnine …) entrainent des convulsions, pouvant parfois conduire au coma ou à la mort. ;
- en cas d'hypoglycémie sévère (manque de sucre) ou d'hypokaliémie sévère (manque de potassium) ;
- à la suite d'une chute, d'un traumatisme cérébral mécanique ou d'un accident vasculaire cérébral ;
- à la suite de certaines maladies virales[3] ;
- à la suite d'une électrocution, d'électrochocs ou d'une électroconvulsivothérapie[4].

La convulsion hyperthermique du nourrisson et de l'enfant est très fréquente, impressionnante (lors d'une première crise, la plupart des parents pensent que leur enfant est en train de mourir,) mais bénigne le plus souvent.
Des crises convulsives peuvent aussi n'avoir aucune cause organique et s'inscrire dans le cadre de manifestations hystériques comme dans le cas des convulsionnaires de Saint-Médard.
La maladie de Meige (désordre neurologique rare) se traduit par des convulsions de la face ou d'une moitié de la face et du cou.

## Facteurs de risque
- Une étude ayant porté sur 10 460 enfants a conclu à un facteur familial : le fait d'avoir des frères ou sœurs ayant connu des épisodes de convulsions fébriles (surtout si le nombre d'épisodes de fièvre par an est important) est un facteur prédictif significatif du risque de convulsion fébrile[8].
- Une étude sur 425 personnes âgées de 2 à 49 ans a montré que le risque de faire des convulsions est augmenté si la mère du sujet s'est alcoolisée pendant la grossesse[9],[10].

## Traitements

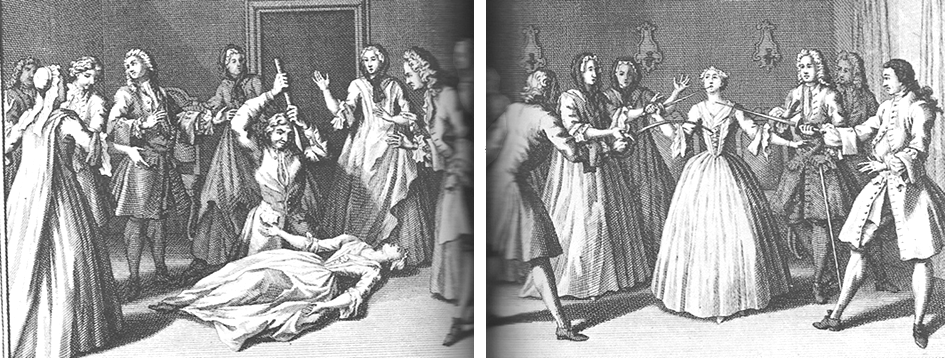
Gravure représentant une séance de "secours" convulsionnaires (XVIIIe siècle, in Catherine-Laurence Maire, « Les convulsionnaires de Saint-Médard »

La cause doit être traitée chaque fois que possible.
Le traitement comprend deux axes : faire cesser la crise convulsive le plus rapidement possible et prévenir une récidive.
Les convulsions sont soignées par des anti-convulsivants et, si besoin, une ventilation assistée.
Certaines convulsions de type épileptiques pourraient être améliorées par un apport en acides gras polyinsaturés Oméga-3, les études l'attestant concernant un nombre très réduit de patients ou sur des modèles animaux,,,

Causes et remedes des convulsions
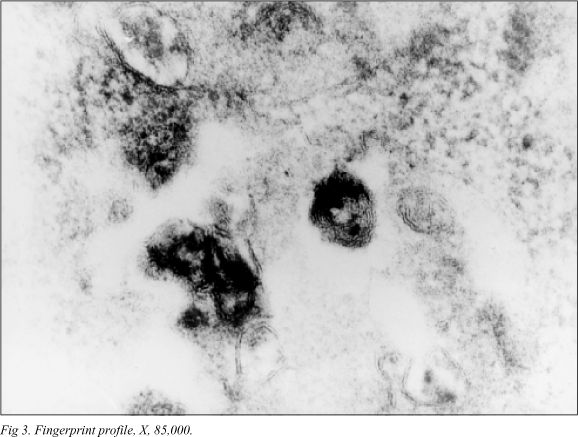
Dégénération neuronale due à surcharge lysosomale.
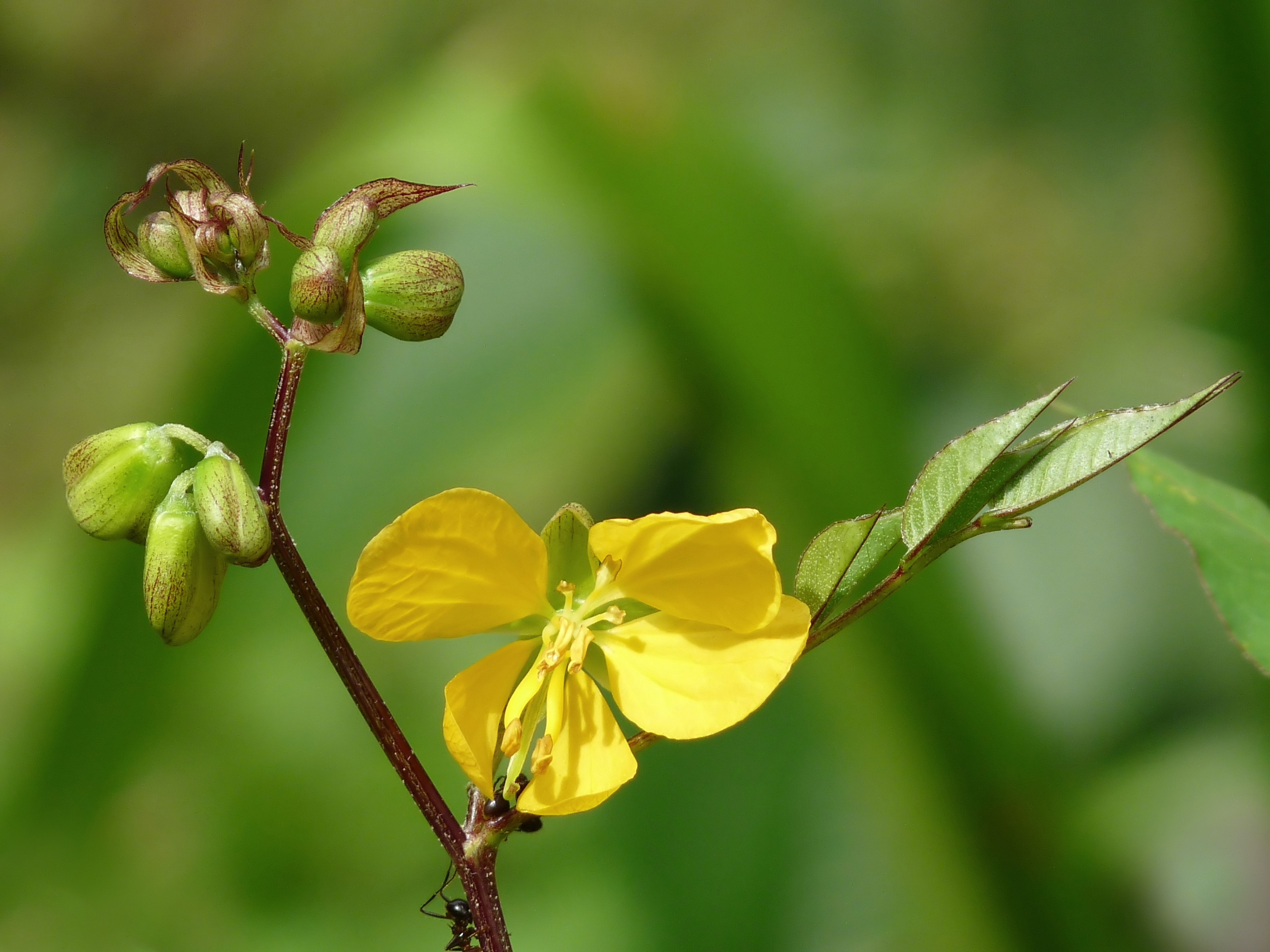
Senna occidentalis notamment utilisée contre les convulsions.
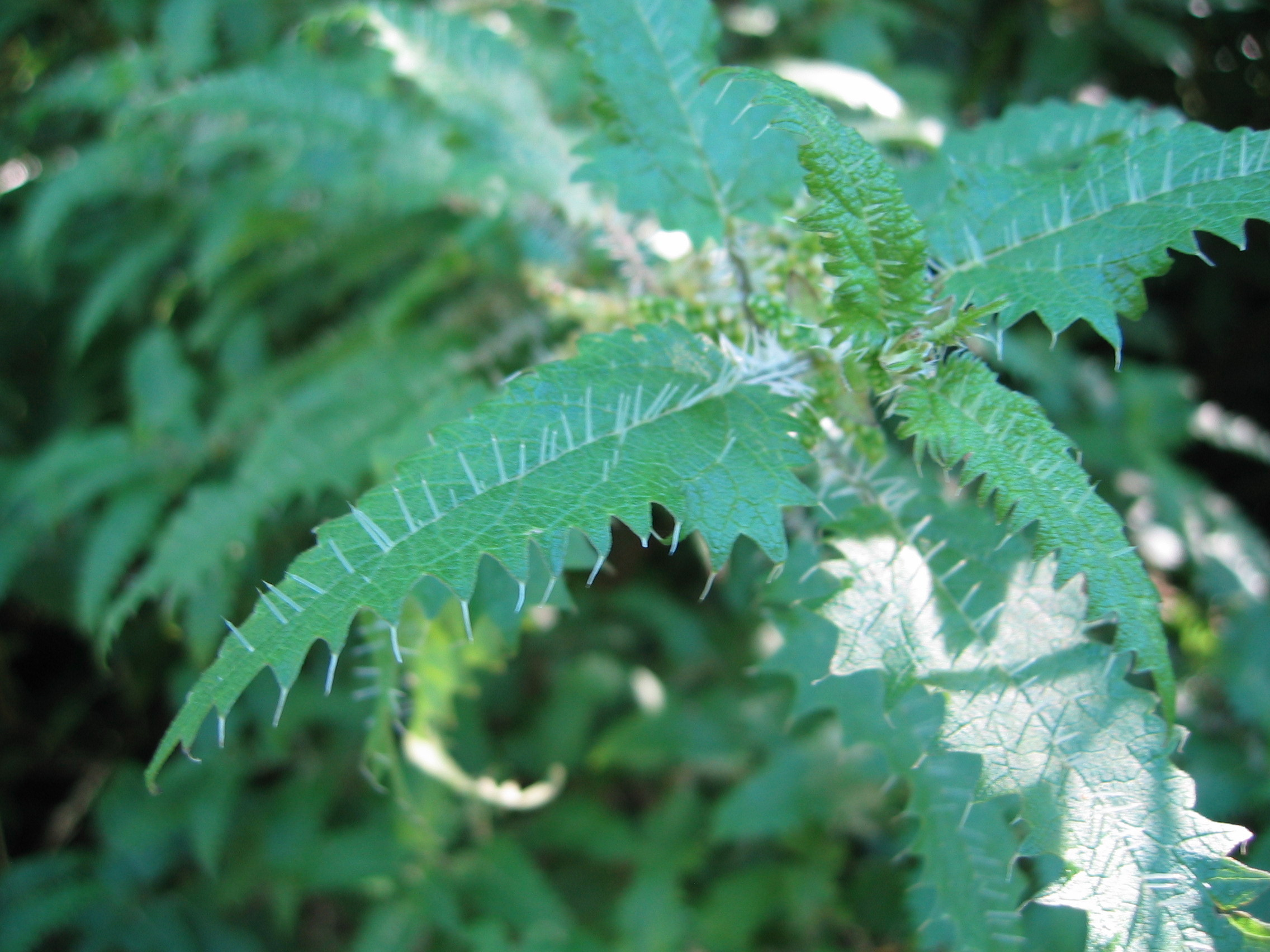
Variété d'ortie arbustive qui introduit dans la peau une toxine qui peut conduire à des convulsions et à la mort.